# City-Killer – Eine Stadt in Panik
City-Killer – Eine Stadt in Panik (im Original nur City Killer) ist ein US-amerikanischer Thriller aus dem Jahr 1984. In den Hauptrollen spielen Heather Locklear, die man unter anderem aus der Serie Der Denver-Clan kennt, und Gerald McRaney, vielen als Rick aus der Detektivserie Simon & Simon bekannt.

## Handlung
Leo Kalb ist ein Stalker. Um seiner angebeteten Ex-Freundin Andrea McKnight seine Liebe zu beweisen, sprengt der Bombenexperte ein ihrer Wohnung gegenüberliegendes Hochhaus mitsamt dessen Bewohnern. Kalb fordert zwei Millionen Dollar und ein Flugzeug, das ihn und Andrea nach Costa Rica bringen soll. Andernfalls werde er weitere Gebäude in der City sprengen. Nachdem seine Forderungen nicht erfüllt werden kommt es tatsächlich zu weiteren Sprengungen, die die Stadt in Angst und Schrecken versetzen. 
Andrea steht mittlerweile unter Polizeischutz. Der Polizeipsychologe Lieutenant „Eck“ Eckford kümmert sich um sie und versucht, Kalb dingfest zu machen. Andrea verliebt sich dabei in den smarten Cop. Bei einer fingierten Geldübergabe kommt es schließlich zum Showdown auf dem Dach eines weiteren mit Sprengstoff präparierten Hochhauses.

## Veröffentlichungen
Der Film erschien 1988 auch in deutscher Sprache auf VHS.

## Bemerkungen
- Die im Film gezeigten Sprengungen sind Archiv-Aufnahmen aus verschiedenen US-amerikanischen Städten, so beispielsweise aus Dallas, Denver, Memphis und Minneapolis.